# Addlestone
Addlestone este un oraș în comitatul Surrey, regiunea South East, Anglia. Orașul se află în districtul Runnymede a cărui reședință este.